# Ian Gailer
Ian H. Gailer est un gestionnaire québécois de festivals et d'organismes. Il a été le directeur général et directeur artistique du Festival Regard sur le court métrage au Saguenay de 2007 à 2015 et du Festival de cinéma de la ville de Québec de 2015 à 2020. Il est propriétaire et consultant principal de Gailer & Co., une entreprise d’accompagnement stratégique pour PME, associations et OBNL du domaine artistique et culturel, fondée par Gailer selon les principes du growth hacking.

## Biographie
Originaire de Montréal, Ian Gailer est formé en radio et télévision au Cégep de Jonquière puis diplômé en 2007 avec mentions au baccalauréat en administration de l'Université du Québec à Chicoutimi. Lors de son mandat au Festival Regard, il instaure le sous-titrage en français de tous les films grâce aux services d'étudiants de l'Université Laval, et fait de même lorsqu'il dirige le Festival de cinéma de la ville de Québec.
À la tête du Festival de cinéma de la ville de Québec, il remplace la cofondatrice Marie-Christine Laflamme. Il infléchis l'orientation artistique de l'événement, pour inclure davantage de films plus anciens, de films indépendants américains et de films plus grand public. Pendant sa direction, le festival programme à chaque édition un long métrage québécois en ouverture et ajoute une salle de diffusion: au Palais Montcalm, le Conservatoire d’art dramatique de Québec et le Musée national des beaux-arts du Québec s'ajoute la toute nouvelle salle Le Diamant, diffuseur et lieu de création de la compagnie d'Ex Machina de Robert Lepage situé à l'entrée du Vieux-Québec. À son départ, en 2020, Gailer aura contribué à pratiquement tripler le taux de fréquentation du festival et haussé ses revenus de près de 20%. Il aura aussi implanté un volet "professionnel" à l'organisation (de bourses, d'ateliers de formation pour la relève, etc.).
En 2015, Gailer fait partie du jury de la 30e édition du Festival international du film francophone de Namur, en Belgique, après avoir fait partie d'autres jurés en Suisse, à Moncton et au Royaume-Uni. De 2016 à 2017, au sein d'un comité-conseil de sept membres, il est conseiller spécial auprès de la ministre de la culture et des communications du Québec Hélène David pour la conseiller dans son effort de renouvellement de la politique culturelle du Québec. La précédente politique gouvernementale datait de 1992. En 2021, il est désigné administrateur au sein du conseil d’administration de TV5 Québec Canada par Nathalie Roy, ministre de la culture et des communications du Québec de l'époque.